# Hiperlipidosis
La hiperlipidemia, hiperlipidosis o hiperlipemia (literalmente: lípidos elevados de la sangre) consiste en la presencia de niveles elevados de los lípidos en la sangre. No puede considerarse una patología sino un desajuste metabólico que puede ser secundario a muchas enfermedades y puede contribuir a muchas formas de enfermedad, especialmente cardiovasculares. Está estrechamente vinculado a los términos “hipercolesterolemia” (los niveles elevados de colesterol) e “hiperlipoproteinemia” (los niveles elevados de lipoproteínas).
Los lípidos no se encuentran sueltos en la sangre sino recogidos en grandes partículas esféricas de baja densidad que las separan del medio sanguíneo, como por ejemplo los quilomicrones. De manera que se distinguen varios tipos de hiperlipidemias según las moléculas que se acumulan en la circulación sanguínea.
La hiperlipidemia es muy frecuente en la población y se la considera un gran factor de riesgo para las enfermedades cardiovasculares. La falta de tratamiento puede conducir a diferentes enfermedades cardiacas, al endurecimiento de las arterias (arteriosclerosis), a la pancreatitis o a un ataque cerebral.

## Clasificación
Las hiperlipidemias se clasifican según la división de Fredrickson basada en el análisis de lipoproteínas por electroforesis o ultra centrifugación. Este sistema fue adoptado por la Organización Mundial de la Salud y, a pesar de no incluir las lipoproteínas de alta densidad ni distinguir entre diferentes genes que pueden ser las causas, se sigue utilizando actualmente.
| Hiperlipoproteinemia | OMIM   | Defecto                                                      | Lipoproteína elevada | Tratamiento                                  | Apariencia de suero                       |
| -------------------- | ------ | ------------------------------------------------------------ | -------------------- | -------------------------------------------- | ----------------------------------------- |
| Tipo I               | 238600 | Deficiencia de lipoproteinlipasa (LPL) o ApoC2 alterado      | Quilomicrones        | La dieta                                     | Cremoso                                   |
| Tipo IIa             | 144400 | Deficiencia de LDL receptor                                  | LDL                  | Resina de intercambio, estatina, vitamina B3 | Transparente                              |
| Tipo IIb             | 144400 | Deficiencia de LDL receptor e incremento de ApoB             | LDL y VLDL           | Estatina, vitamina B3, fibratos              | Transparente                              |
| Tipo III             | 107741 | Defecto en la síntesis de Apo E2                             | IDL                  | Fibratos, estatinas                          | Turbio                                    |
| Tipo IV              | 144600 | Producción incrementada de VLDL y deficiencia de eliminación | VLDL                 | Fibratos, vitamina B3, estatinas             | Turbio                                    |
| Tipo V               | 144650 | Producción incrementada de VLDL y deficiencia de LDL         | VLDL y quilomicrones | vitamina B3, fibratos                        | Cremosa parte de arriba y el fondo turbio |

## Hiperlipoproteinemia tipo I
La hiperlipoproteinemia de tipo I  es conocida también bajo los nombres de Deficiencia de Lipoproteinlipasa , Hiperquilomicronemia Familiar o Síndrome de Buerger-Gruetz.
El mecanismo de esta hiperlipidemia se basa en la deficiencia de la enzima lipoproteinlipasa que cataliza la degradación de triglicéridos a ácidos grasos simples. Esta deficiencia se debe a una mutación del gen que codifica este enzima y es por lo tanto una enfermedad genética.

## Hiperlipoproteinemia tipo II
Hiperlipoproteinemia de tipo II es la forma más común de todas las hiperlipidemias. Por lo tanto se clasifica en dos tipos IIa y IIb en función de presencia del nivel elevado de triglicéridos aparte de la acumulación del colesterol en la sangre.

### Tipo IIa
La hiperlipidemia de tipo IIA, o la hipercolesterolemia familiar, abreviada a FH (Familial hypercholesterolemia), se caracteriza por un nivel muy alto del colesterol acumulado en las lipoproteínas de baja densidad LDL. Esto se debe a la mutación en el gen LDLR que codifica la proteína receptora de LDL que se encarga de quitar las LDL de la circulación sanguínea o a la mutación de la apolipoproteína B (ApoB) que forma parte de las LDL y que es la responsable de unirse a su receptor. Los pacientes con una copia del gen mutado (heterocigotos) pueden tener las enfermedades cardiovasculares prematuras, es decir, a la edad de 30 o 40 años. Es un caso bastante común que ocurre en una de cada 1500 personas.  Poseer ambas copias del gen LDLR mutadas (homocigoto) suele manifestarse con las mismas enfermedades pero ya se desarrollan en la infancia. Este hecho sólo ocurre en un de cada millón de nacimientos.  Los homocigotos no suelen responder a las terapias médicas y pueden requerir la aféresis de LDL (similar a la diálisis) o el trasplante del hígado.

### Tipo IIb
El alto nivel de VLDL se debe a la sobreproducción de substratos como triglicéridos, acetil CoA y al  incremento en la síntesis de apolipoproteína B (responsable de llevar el colesterol hasta los tejidos). La prevalencia es del 10 %.

## Hiperlipoproteinemia tipo III
Esta forma, conocida también bajo nombre de la Disbetalipoproteinemia Familiar, se debe al nivel elevado de quilomicronas e IDL (remanentes de VLDL). La causa más común en este caso es la ausencia de ApoE E2/E2 genotipo (la mutación en la Apolipoproteína tipo E que sirve de ligado entre quilomicrones y IDL receptores en el hígado). La prevalencia de esta forma en la población es de 0,02%.

## Hiperlipoproteinemia tipo IV
La hiperliproteinemia de tipo IV es conocida también como la Hipertrigliceridemia (o la Hipertrigliceridemia pura). En esta forma de la hiperlipidemia las moléculas en exceso en la sangre son los triglicéridos, cuya concentración supera a 200 mg/dl. La prevalencia es del 16%.

## Hiperlipoproteinemia tipo V
Este tipo de hipelipidemia es muy similar al tipo I pero además del exceso de quilomicrones, en la sangre se acumulan también las lipoproteínas de muy baja densidad (VLDL). Se debe a la mutación del gen APOA5 que codifica la Apoproteína A-V. Está asociado a la intolerancia de glucosa y la hiperuricemia (aumento de la concentración del ácido úrico en sangre).

## Formas no clasificadas
Son extremamente escasas:
- Hipo-alfa lipoproteinemia.
- Hipo-beta lipoproteinemia (prevalencia alrededor de 0,01%).

## Factores de riesgo
- La edad avanzada.
- El sexo masculino.
- El estrés.
- El  abuso de alcohol.
- La post-menopausia.
- El tabaquismo.

## Tratamiento

### Dietético
Es un tratamiento basado en la restricción de la proporción de grasas saturadas o de origen animal del contenido calórico total (por debajo del 10% ) y de colesterol (por debajo de 300 mg diarios). Se tiene que conseguir una cifra de peso próxima a lo normal (ni sobrepeso ni delgadez extrema). Además se recomienda el ejercicio físico habitual que ayuda a mejorar el metabolismo de los lípidos.

### Farmacológico
El tratamiento farmacológico consiste en el uso de las estatinas para disminuir el riesgo cardiovascular. En el caso de un nivel muy alto de triglicéridos se aplican los fibratos. En casos extremos, bajo supervisión del experto, se pueden utilizar las estatinas y los fibratos a la vez, lo que puede provocar miopatía. Otro compuesto utilizado son las niacinas (vitamina B3) que rebajan el nivel de lípidos. 

## Síntomas

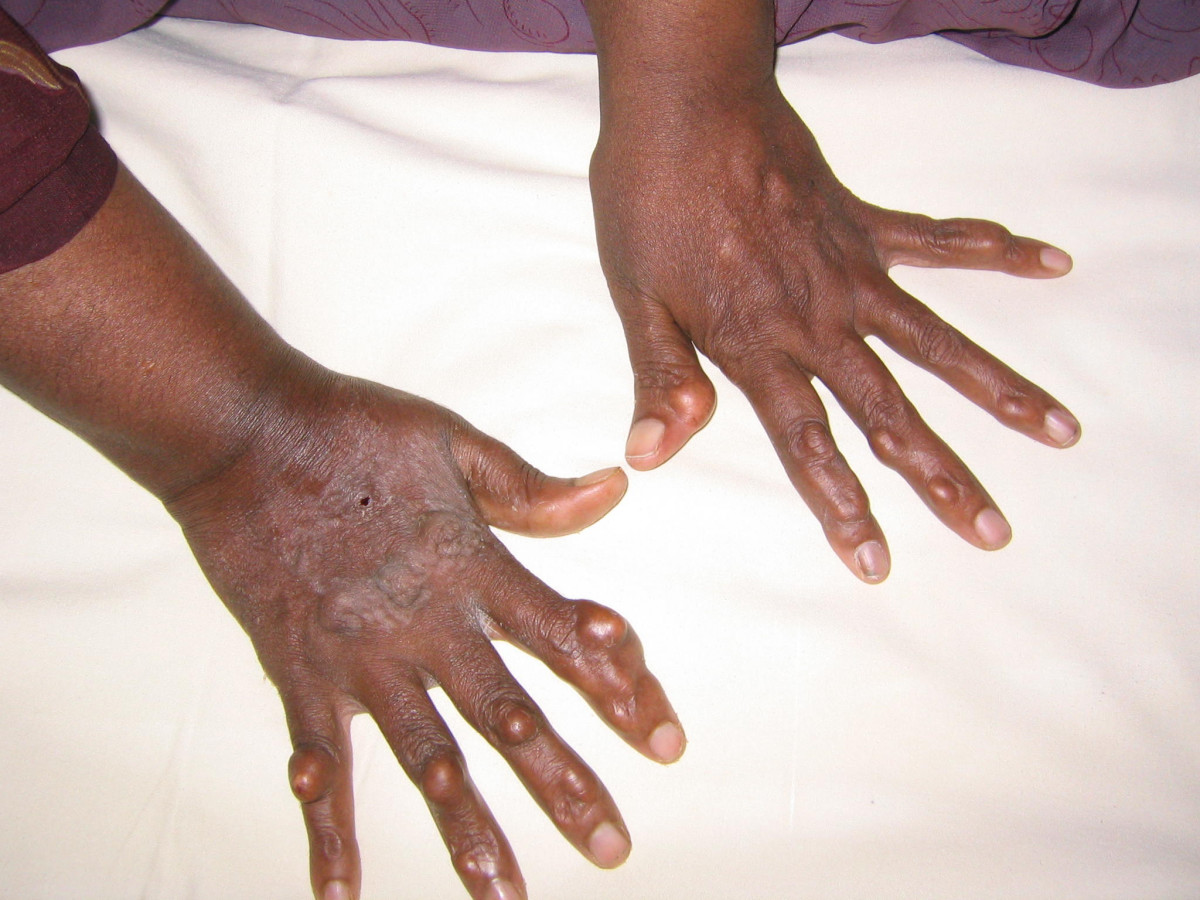
Numerosos xantomas en las manos.

Entre diversos síntomas que se pueden, aunque no necesariamente, presentar en el caso de la Hiperlipidemia se destaca:
- los xantomas (es una afección cutánea caracterizada por la formación de placas o nódulos más o menos planos, amarillos, ligeramente elevados y de tamaño diverso.);

- las xantelasmas ( nódulos amarillos, ligeramente elevados y de tamaño diverso que aparecen en los párpados);

- hepatomegalia ( aumento del tamaño del hígado);

- esplenomegalia ( aumento del tamaño del bazo);

- arco senil (decoloración blanca de la córnea periférica).

La hipercolesterolemia elevada de muchos años lleva al paciente a la ateroesclerosis acelerada. Esta progresión puede expresarse en algunas enfermedades cardiovasculares: enfermedad de la arteria coronaria (angina de pecho, ataques del corazón), movimiento y accidente isquémico y enfermedad vascular periférica.